# Jacopo Tedaldi
Jacopo Tedaldi ou Tetaldi est un marchand florentin du XVe siècle connu pour avoir assisté à l'ultime siège de Constantinople mené par les troupes ottomanes de Mehmed II en avril-mai 1453.

## Biographie
Les raisons de la présence de Jacopo Tedaldi à Constantinople sont inconnues mais il est fort probable qu'il y était pour affaire, la capitale byzantine étant encore à l'époque une importante place commerciale. 
Quoi qu'il en soit, il participe aux combats et le 29 mai, le jour de l'assaut final, il est présent sur les murailles. Lorsqu'il apprend l'entrée des Ottomans dans la ville, il s'enfuit à la nage avant d'être recueilli par un navire vénitien qui parvient à quitter la ville et à rejoindre l'île de Nègrepont. 
Là, Jacopo Tedaldi semble avoir rencontré un certain Jean Blanchin à qui il a fait son récit du siège de Constantinople. Ce texte est adressé au cardinal Alain IV de Coëtivy. Ce texte existe en plusieurs exemplaires en latin et en français mais il semble avoir été écrit en italien. Selon Steven Runciman, il livre un récit précis et honnête du siège et David Nicolle s'en réfère souvent pour décrire les effectifs des belligérants. 
Selon Marie-Louise Contasty, il semble que les premières versions françaises aient été modifiées avec l'adjonction de parties décrivant des faits postérieurs du siège. Ainsi, on y apprend que Mehmed II a décidé d'une trêve dans ses conquêtes à la suite de la prise de la ville. Cette information fausse aurait peut-être été rajoutée par les partisans d'une croisade à des fins de propagande. En effet, cette prétendue trêve laisserait le temps aux Occidentaux de s'organiser et rendrait les chances de réussite d'une croisade plus probables.

## Sources
- Marie-Louise Contasty, « Les Informations de Jacques Tedaldi sur le siège et la prise de Constantinople », Byzantion, vol. 24,‎ 1954, p. 95-110
- Steven Runciman (trad. de l'anglais par Hugues Defrance), La Chute de Constantinople 1453, Lonrai, Tallandier, coll. « Texto », 2007, 348 p. (ISBN 978-2-84734-427-1)
- (en) Marios Philippides et Walter K. Hanak, The Siege and the Fall of Constantinople in 1453 : Historiography, Topography, and Military Studies, Farnham/Burlington (Vt.), Ashgate, 2011, 759 p. (ISBN 978-1-4094-1064-5, lire en ligne)